# Copa AFC 2017
LA Copa AFC 2017 fue la 14.ª edición de la Copa AFC, el segundo torneo más importante a nivel de clubes del continente asiático, competición de fútbol organizada por la Confederación Asiática de Fútbol (AFC) para clubes de los países en desarrollo en Asia.

## Asignación geográfica de equipos por asociación
El Comité de Competiciones de la AFC propuso una renovación de las competiciones de clubes de la AFC el 25 de enero de 2014, que fue ratificado por el Comité Ejecutivo de la AFC el 16 de abril de 2014, Las Asociaciones miembro se clasifican en función de su selección nacional y el rendimiento de clubes en los últimos cuatro años en competiciones de la AFC, con la asignación de cupos para las ediciones 2017 y 2018 de las competiciones de clubes de la AFC desde este año se cambió el formato y se desarrollara en 5 zonas y no en 2 como en años anteriores determinados por el ranking del 2016:
- Las Asociaciones miembro son divididas en 5 Zonasː
  - ZONA OESTE (WAFF) (12 asociaciones).
  - ZONA CENTRO (CAFA) (6 asociaciones).
  - ZONA SUR (SAFF) (7 asociaciones).
  - ZONA SUDESTE (ASEANFF) (12 asociaciones).
  - ZONA ESTE (EAFA) (9 asociaciones).
- Las Asociaciones que tienen cupos directos en la Liga de Campeones no son elegibles para participar en la Copa AFC
- Los clubes de las asociaciones que no pueden llegar a la fase de grupos de la Liga de Campeones y no tiene cupos directos serán transferidos a la Copa AFC
- La Copa AFC se expandirá a 9 grupos divididos en:
  - La Zona Oeste y la Zona Este posee 3 grupos cada una con 9 cupos directos y 3 provenientes de las Fases Clasificatorias.
    - Las Asociaciones 1 y 3 del ranking reciben 2 cupos a fase de grupos
    - Las Asociaciones 4 y 6 del ranking reciben 1 cupos a fase de grupos y 1 a las Fases Clasificatorias
    - Las Asociaciones 7,8,9,10,11 y 12 reciben 1 cupos a las Fases Clasificatorias

  - La Zona Centro, Zona Sur y Zona Este poseen 1 grupo cada una con 3cupos directos y 1 proveniente de las Fases Clasificatorias.
    - Las Asociaciones 1 y 3 del ranking reciben 1 cupos a fase de grupos y 1 a las Fases Clasificatorias
    - Las Asociaciones 4 en adelante del ranking reciben 1 cupos a fase de grupos y 1 a las Fases Clasificatorias
- En el año 2015 hubo una fase previa de 9 equipos sin distinción zonal divididos en 3 grupos los cuales los 3 ganadores clasificaron a las Fases Clasificatorias de su zona correspondiente.
- Si una asociación desiste de un cupo en la Fase de Grupos será redistribuido por la siguiente asociación mejor rankeada.
- Si una asociación desiste de un cupo en las Fases Clasificatorias no será redistribuido y el club de la siguiente asociación mejor rankeada será subido a la ronda superior siguiente.

El Comité de Competiciones de la AFC confirmará la participación de las asociaciones miembros el 12 de diciembre del 2016, basado en el Ranking de Asociaciones del 30 de noviembre del 2016
| Zona Oeste Asiático  | Zona Oeste Asiático | Zona Oeste Asiático | Zona Oeste Asiático | Zona Oeste Asiático | Zona Oeste Asiático | Zona Oeste Asiático | Zona Oeste Asiático |
| Ranking              | Ranking             | Asociación          | Puntos              | Copa AFC            | Copa AFC            | Copa AFC            | Copa AFC            |
| Oeste                | Zona                | Asociación          | Puntos              | Fase de Grupos      | Ronda de Play-Off   | Ronda Preliminar    | Fase Previa         |
| -------------------- | ------------------- | ------------------- | ------------------- | ------------------- | ------------------- | ------------------- | ------------------- |
| 6                    | 4                   | Irak                | 37.240              | 2                   |                     |                     |                     |
| 7                    | 5                   | Kuwait              | 36.457              | X                   |                     |                     |                     |
| 8                    | 6                   | Siria               | 34.257              | 2                   |                     |                     |                     |
| 9                    | 7                   | Jordania            | 31.213              | 2                   |                     |                     |                     |
| 11                   | 8                   | Baréin              | 27.353              | 2                   |                     |                     |                     |
| 12                   | 9                   | Líbano              | 22.077              | 2                   |                     |                     |                     |
| 13                   | 10                  | Omán                | 19.313              | 1                   | 1                   |                     |                     |
| 16                   | 11                  | Palestina           | 12.342              |                     | 1                   |                     |                     |
| 20                   | 12                  | Yemen               | 6.926               |                     | X                   |                     |                     |
| Total Participantes  | Total Participantes | Total Participantes | Total Participantes | 11                  | 2                   | 0                   | 0                   |
| Total Participantes  | Total Participantes | Total Participantes | Total Participantes | 13                  |                     |                     | 0                   |
| Zona Centro Asiático |                     |                     |                     |                     |                     |                     |                     |
| Ranking              | Ranking             | Asociación          | Puntos              | Copa AFC            | Copa AFC            | Copa AFC            | Copa AFC            |
| Oeste                | Zona                | Asociación          | Puntos              | Fase de Grupos      | Ronda de Play-Off   | Ronda Preliminar    | Fase Previa         |
| 14                   | 3                   | Tayikistán          | 18.328              | 1                   |                     | 1                   |                     |
| 17                   | 4                   | Turkmenistán        | 11.514              | 1                   |                     | 1                   |                     |
| 18                   | 5                   | Kirguistán          | 10.307              | 1                   |                     | 1                   | +1                  |
| 19                   | 6                   | Afganistán          | 7.114               |                     |                     | 1                   |                     |
| Total Participantes  | Total Participantes | Total Participantes | Total Participantes | 3                   | 0                   | 4                   | 1                   |
| Total Participantes  | Total Participantes | Total Participantes | Total Participantes | 7                   |                     |                     | 1                   |
| Zona Sur Asiático    |                     |                     |                     |                     |                     |                     |                     |
| Ranking              | Ranking             | Asociación          | Puntos              | Copa AFC            | Copa AFC            | Copa AFC            | Copa AFC            |
| Oeste                | Zona                | Asociación          | Puntos              | Fase de Grupos      | Ronda de Play-Off   | Ronda Preliminar    | Fase Previa         |
| 10                   | 1                   | India               | 27.930              | 1                   |                     | 1                   |                     |
| 15                   | 2                   | Maldivas            | 15.345              | 1                   |                     | 1                   |                     |
| 21                   | 3                   | Bangladés           | 4.158               | 1                   |                     | X                   | +1                  |
| 22                   | 4                   | Bután               | 3.877               |                     |                     | 1                   | +1                  |
| 23                   | 5                   | Nepal               | 3.388               |                     |                     | X                   | +1                  |
| 24                   | 6                   | Sri Lanka           | 1.656               |                     |                     | 1                   |                     |
| 25                   | 7                   | Pakistán            | 1.506               |                     |                     | X                   |                     |
| Total Participantes  | Total Participantes | Total Participantes | Total Participantes | 3                   | 0                   | 4                   | 3                   |
| Total Participantes  | Total Participantes | Total Participantes | Total Participantes | 7                   |                     |                     | 3                   |

| Zona Sudeste Asiático | Zona Sudeste Asiático | Zona Sudeste Asiático | Zona Sudeste Asiático | Zona Sudeste Asiático | Zona Sudeste Asiático | Zona Sudeste Asiático | Zona Sudeste Asiático |
| Ranking               | Ranking               | Asociación            | Puntos                | Copa AFC              | Copa AFC              | Copa AFC              | Copa AFC              |
| Este                  | Zona                  | Asociación            | Puntos                | Fase de Grupos        | Ronda de Play-Off     | Ronda Preliminar      | Fase Previa           |
| --------------------- | --------------------- | --------------------- | --------------------- | --------------------- | --------------------- | --------------------- | --------------------- |
| 7                     | 3                     | Vietnam               | 29.273                | 2                     |                       |                       |                       |
| 8                     | 4                     | Malasia               | 28.865                | 2                     |                       |                       |                       |
| 9                     | 5                     | Indonesia             | 20.372                | X                     |                       |                       |                       |
| 10                    | 6                     | Birmania              | 17.220                | 2                     |                       |                       |                       |
| 11                    | 7                     | Filipinas             | 17.188                | 2                     |                       |                       |                       |
| 12                    | 8                     | Singapur              | 13.664                | 1                     | 1                     |                       |                       |
| 14                    | 9                     | Laos                  | 6.886                 | 1                     | 1                     |                       |                       |
| 16                    | 10                    | Camboya               | 4.856                 |                       | 1+1                   |                       | +1                    |
| 19                    | 11                    | Brunéi Darussalam     | 2.785                 |                       |                       | X                     |                       |
| 20                    | 12                    | Timor Oriental        | 2.409                 |                       |                       | X                     |                       |
| Total Participantes   | Total Participantes   | Total Participantes   | Total Participantes   | 10                    | 4                     | 0                     | 1                     |
| Total Participantes   | Total Participantes   | Total Participantes   | Total Participantes   | 14                    |                       |                       | 1                     |
| Zona Este Asiático    |                       |                       |                       |                       |                       |                       |                       |
| Ranking               | Ranking               | Asociación            | Puntos                | Copa AFC              | Copa AFC              | Copa AFC              | Copa AFC              |
| Este                  | Zona                  | Asociación            | Puntos                | Fase de Grupos        | Ronda de Play-Off     | Ronda Preliminar      | Fase Previa           |
| 13                    | 5                     | RPD Corea             | 10.314                | 1                     | 1                     |                       |                       |
| 15                    | 6                     | Taiwán                | 5.609                 | 1                     |                       | 1                     | +1                    |
| 17                    | 7                     | Macao                 | 3.087                 | X                     |                       |                       | +1                    |
| 18                    | 8                     | Guam                  | 3.049                 | 1                     |                       |                       | +1                    |
| 21                    | 9                     | Mongolia              | 1.430                 |                       |                       | 1                     | +1                    |
| Total Participantes   | Total Participantes   | Total Participantes   | Total Participantes   | 3                     | 1                     | 2                     | 4                     |
| Total Participantes   | Total Participantes   | Total Participantes   | Total Participantes   | 6                     |                       |                       | 4                     |

## Equipos participantes
En la siguiente tabla, el número de torneos disputados (T.D) y última aparición (U.A), cuentan sólo aquellas participaciones desde la temporada 2002-03 (incluyendo rondas de clasificación), cuando la competencia se marcó el inicio de la Liga de Campeones de la AFC. Equipos en cursiva  jugarán en la los Play-Off de la Liga de Campeones de la AFC 2016, y jugarán en la fase de grupos de la Copa AFC si ellos fallan en avanzar a la ronda de grupos de la Liga de Campeones (Si ellos logran avanzar a la fase de grupos de la Liga de Campeones de la AFC, serán sustituidos por otro equipo de la misma asociación).
| Zona Oeste Asiático   | Zona Oeste Asiático                         | Zona Oeste Asiático | Zona Oeste Asiático |
| Equipo                | Método de Clasificación                     | T.D                 | U.A                 |
| Fase de grupos        | Fase de grupos                              | Fase de grupos      | Fase de grupos      |
| --------------------- | ------------------------------------------- | ------------------- | ------------------- |
| Al-Zawraa             | Campeón Liga Premier de Irak 2015-16        | 3°                  | 2016                |
| Al-Quwa Al-Jawiya (c) | Campeón Copa de Irak 2015-16                | 2°                  | 2016                |
| Al-Jaish              | Campeón Liga Premier de Siria 2015-16       | 7°                  | 2016                |
| Al-Wahda              | Campeón Copa de Siria 2016                  | 6°                  | 2016                |
| Al-Wehdat             | Campeón Liga de Jordania 2015-16            | 10°                 | 2016                |
| Al-Ahli               | Campeón Copa de Jordania 2015-16            | 1°                  | Debut               |
| Al-Hidd               | Campeón Liga Premier de Baréin 2015-16      | 4°                  | 2016                |
| Al-Muharraq           | Campeón Copa del Rey de Baréin 2016         | 6°                  | 2016                |
| Al-Safa               | Campeón Primera División de Líbano 2015-16  | 6°                  | 2014                |
| Al-Nejmeh             | Campeón Copa del Líbano 2015-16             | 8°                  | 2015                |
| Saham                 | Campeón Copa del Sultan Qaboos 2015-16      | 2°                  | 2010                |
| Fase Clasificatoria   |                                             |                     |                     |
| Ronda de Play-Off     |                                             |                     |                     |
| Al-Suwaiq             | Subcampeón Liga Profesional de Omán 2015-16 | 5°                  | 2014                |
| Shabab Al-Khalil      | Campeón Liga Premier de Cisjordania 2015-16 | 1°                  | Debut               |
| Ronda Preliminar      |                                             |                     |                     |

| Zona Centro Asiático | Zona Centro Asiático                                                         | Zona Centro Asiático | Zona Centro Asiático |
| Equipo               | Método de Clasificación                                                      | T.D                  | U.A                  |
| Fase de grupos       | Fase de grupos                                                               | Fase de grupos       | Fase de grupos       |
| -------------------- | ---------------------------------------------------------------------------- | -------------------- | -------------------- |
| Istiklol             | Campeón Liga de Fútbol de Tayikistán 2016 Campeón Copa de Tayikistán 2016    | 3°                   | 2016                 |
| Altyn Asyr           | Campeón Liga Superior de Turkmenistán 2016 Campeón Copa de Turkmenistán 2016 | 3°                   | 2016                 |
| Alay Osh             | Campeón de la Liga de Kirguistán 2016                                        | 3°                   | 2016                 |
| Fase Clasificatoria  |                                                                              |                      |                      |
| Ronda de Play-Off    |                                                                              |                      |                      |
| Ronda Preliminar     |                                                                              |                      |                      |
| Khosilot Farkhor     | Subcampeón Liga de fútbol de Tayikistán 2016                                 | 1°                   | Debut                |
| Balkan               | Subcampeón Liga Superior de Turkmenistán 2016                                | 5°                   | 2016                 |
| Dordoi Bishkek       | Subcampeón Liga de fútbol de Kirguistán 2015                                 | 2°                   | 2015                 |
| Shaheen Asmayee      | Campeón Liga Premier de Afganistán 2016                                      | 1°                   | Debut                |

| Zona Sur Asiático   | Zona Sur Asiático                           | Zona Sur Asiático | Zona Sur Asiático |
| Equipo              | Método de Clasificación                     | T.D               | U.A               |
| Fase de grupos      | Fase de grupos                              | Fase de grupos    | Fase de grupos    |
| ------------------- | ------------------------------------------- | ----------------- | ----------------- |
| Bengaluru           | Campeón I-League 2016                       | 3°                | 2016              |
| Maziya              | Campeón Liga Premier de Maldivas 2016       | 5°                | 2016              |
| Sheikh Jamal        | Campeón Copa Federación de Bangladés 2016   | 1°                | Debut             |
| Fase Clasificatoria |                                             |                   |                   |
| Ronda de Play-Off   |                                             |                   |                   |
| Ronda Preliminar    |                                             |                   |                   |
| Mohun Bagan         | Campeón Copa Federación de la India 2015–16 | 4°                | 2016              |
| Valencia            | Campeón Copa FA de Maldivas 2016            | 4°                | 2009              |
| Thimphu City FC     | Campeón Liga Nacional de Bután 2016         | 1°                | Debut             |
| Colombo             | Campeón Liga Premier de Sri Lanka 2015      | 1°                | Debut             |

| Zona Este Asiático  | Zona Este Asiático                                                     | Zona Este Asiático   | Zona Este Asiático   |
| Equipo              | Método de Clasificación                                                | T.D                  | U.A                  |
| Fase de grupos      | Fase de grupos                                                         | Fase de grupos       | Fase de grupos       |
| ------------------- | ---------------------------------------------------------------------- | -------------------- | -------------------- |
| Hà Nội T&T          | Campeón V.League 1 2016                                                | 3°                   | 2014                 |
| Than Quảng Ninh     | Campeón Copa de Vietnam 2016                                           | 1°                   | Debut                |
| Johor Darul Ta'zim  | Campeón Superliga de Malasia 2016 Campeón Copa FA Malasia 2016         | 4°                   | 2016                 |
| Felda United        | Subcampeón Superliga de Malasia 2016                                   | 1°                   | Debut                |
| Yadanarbon          | Campeón Liga Nacional de Birmania 2016                                 | 2°                   | 2015                 |
| Magwe               | Campeón Copa General Aung San 2016                                     | 1°                   | Debut                |
| Global              | Campeón United Football League de Filipinas 2016 Campeón Copa UFL 2016 | 2°                   | 2015                 |
| Ceres               | Subcampeón United Football League de Filipinas 2016                    | 3°                   | 2016                 |
| Tampines Rovers     | Subcampeón S.League 2016 Subcampeón Copa Singapur 2016                 | 9°                   | 2016                 |
| Lanexang United     | Campeón Liga de Premier de Laos 2016                                   | Se retiró del torneo | Se retiró del torneo |
| Fase Clasificatoria |                                                                        |                      |                      |
| Ronda de Play-Off   |                                                                        |                      |                      |
| Home United         | Cuarto lugar S.League 2016                                             | 8°                   | 2014                 |
| Lao Toyota          | Subcampeón Liga de Premier de Laos 2016                                | 3°                   | 2016                 |
| Boeung Ket Angkor   | Campeón Liga C de Camboya 2016                                         | 1°                   | Debut                |
| Phnom Penh Crown    | Campeón Liga C de Camboya 2015                                         | 1°                   | Debut                |
| Ronda preliminar    |                                                                        |                      |                      |

| Zona Este Asiático  | Zona Este Asiático                                   | Zona Este Asiático   | Zona Este Asiático   |
| Equipo              | Método de clasificación                              | T.D                  | U.A                  |
| Fase de grupos      | Fase de grupos                                       | Fase de grupos       | Fase de grupos       |
| ------------------- | ---------------------------------------------------- | -------------------- | -------------------- |
| 4.25                | Campeón Juegos Deportivos Premio Mangyongdae 2016    | 1°                   | Debut                |
| Taipower            | Campeón City A-League 2015-16                        | Se retiró del torneo | Se retiró del torneo |
| Rovers              | Campeón Guam Men's Soccer League 2015-16             | Se retiró del torneo | Se retiró del torneo |
| Fase Clasificatoria |                                                      |                      |                      |
| Ronda de Play-Off   |                                                      |                      |                      |
| Kigwancha           | Subcampeón Juegos Deportivos Premio Mangyongdae 2016 | 1°                   | Debut                |
| Ronda Preliminar    |                                                      |                      |                      |
| Tantung             | Subcampeón Liga Nacional Urbana 2015-16              | Se retiró del torneo | Se retiró del torneo |
| Erchim              | Campeón Liga de Fútbol de Mongolia 2015              | 1°                   | Debut                |

| Fase Previa Unificada | Fase Previa Unificada                          | Fase Previa Unificada | Fase Previa Unificada |
| Equipo                | Método de Clasificación                        | T.D                   | U.A                   |
| --------------------- | ---------------------------------------------- | --------------------- | --------------------- |
| Sheikh Jamal          | Subcampeón Liga de Fútbol de Bangladés 2014-15 | 2°                    | 2015                  |
| Terton                | Campeón Liga Nacional de Bután 2015            | 1°                    | Debut                 |
| Nagaworld             | Subcampeón Liga C de Camboya 2015              | 1°                    | Debut                 |
| Rovers                | Campeón Guam Men's Soccer League 2015-16       | 1°                    | Debut                 |
| Dordoi Bishkek        | Subcampeón Liga de fútbol de Kirguistán 2015   | 2°                    | 2015                  |
| Benfica Macau         | Campeón Liga de Elite 2016                     | 2°                    | 2016                  |
| Erchim                | Campeón Liga de Fútbol de Mongolia 2015        | 1°                    | Debut                 |
| Three Star Club       | Campeón Liga Nacional de Nepal 2015            | 1°                    | Debut                 |
| Tantung               | Campeón City A-League 2015-16                  | 1°                    | Debut                 |

### Calendario
El calendario de la competición es el siguiente (todos los emparejamientos se realizarán en la sede de la AFC en Kuala Lumpur, Malasia).
| Fase                | Ronda                 | Fecha de sorteo                                  | Partido de ida                                                                | Partido de vuelta                                                             |
| ------------------- | --------------------- | ------------------------------------------------ | ----------------------------------------------------------------------------- | ----------------------------------------------------------------------------- |
| Fase Previa         | Fecha 1               | 17 de junio de 2016                              | 19-21 de agosto de 2016                                                       | 19-21 de agosto de 2016                                                       |
| Fase Previa         | Fecha 2               | 17 de junio de 2016                              | 21-23 de agosto de 2016                                                       | 21-23 de agosto de 2016                                                       |
| Fase Previa         | Fecha 3               | 17 de junio de 2016                              | 23-25 de agosto de 2016                                                       | 23-25 de agosto de 2016                                                       |
| Fase Clasificatoria | Ronda Preliminar      | Sin Sorteo                                       | 31 de enero de 2017 (C-S-E)                                                   | 7 de febrero de 2017 (C-S-E)                                                  |
| Fase Clasificatoria | Ronda de Play-Off     | Sin Sorteo                                       | 30-31 de enero de 2017 (W-SE) 21 de febrero de 2017 (C-S-E)                   | 6-7 de febrero de 2017 (W-SE) 28 de febrero de 2017 (C-S-E)                   |
| Fase de Grupos      | Fecha 1               | 13 de diciembre de 2016 (Petaling Jaya, Malasia) | 20-22 de febrero de 2017 (W-SE) 14 de marzo 2de017 (C-S-E)                    | 20-22 de febrero de 2017 (W-SE) 14 de marzo 2de017 (C-S-E)                    |
| Fase de Grupos      | Fecha 2               | 13 de diciembre de 2016 (Petaling Jaya, Malasia) | 6-8 de marzo de 2017 (W-SE) 4 de abril de 2017 (C-S-E)                        | 6-8 de marzo de 2017 (W-SE) 4 de abril de 2017 (C-S-E)                        |
| Fase de Grupos      | Fecha 3               | 13 de diciembre de 2016 (Petaling Jaya, Malasia) | 13-15 de marzo de 2017 (W-SE) 18 de abril de 2017 (C-S-E)                     | 13-15 de marzo de 2017 (W-SE) 18 de abril de 2017 (C-S-E)                     |
| Fase de Grupos      | Fecha 4               | 13 de diciembre de 2016 (Petaling Jaya, Malasia) | 16 de marzo de 2017 (W) 3-5 de abril de 2017 (SE) 3 de mayo de 2017 (C-S-E)   | 16 de marzo de 2017 (W) 3-5 de abril de 2017 (SE) 3 de mayo de 2017 (C-S-E)   |
| Fase de Grupos      | Fecha 5               | 13 de diciembre de 2016 (Petaling Jaya, Malasia) | 4 de abril de 2017 (W) 17-19 de abril de 2017 (SE) 17 de mayo de 2017 (C-S-E) | 4 de abril de 2017 (W) 17-19 de abril de 2017 (SE) 17 de mayo de 2017 (C-S-E) |
| Fase de Grupos      | Fecha 6               | 13 de diciembre de 2016 (Petaling Jaya, Malasia) | 1-3 de mayo de 2017 (W-SE) 31 de mayo de 2017 (C-S-E)                         | 1-3 de mayo de 2017 (W-SE) 31 de mayo de 2017 (C-S-E)                         |
| Fase Eliminatoria   | Semifinal Zonal       | Sin Sorteo                                       | Por Definir                                                                   | Por Definir                                                                   |
| Fase Eliminatoria   | Final Zonal           | Por Definir                                      | Por Definir                                                                   | Por Definir                                                                   |
| Fase Eliminatoria   | Semifinal Inter-Zonal | Por Definir                                      | Por Definir                                                                   | Por Definir                                                                   |
| Fase Eliminatoria   | Final Inter-Zonal     | Por Definir                                      | Por Definir                                                                   | Por Definir                                                                   |
| Fase Eliminatoria   | Final                 | Por Definir                                      | 4 de noviembre de 2017                                                        | 4 de noviembre de 2017                                                        |

## Fase Previa
El sorteo de la Fase Previa fue realizado el 17 de junio de 2016, en la sede de la AFC en Kuala Lumpur, Malaysia. Los nueve equipos fueron sorteados en tres grupos de tres, sin distinción zonal.
Cada grupo jugará en partidos todos con todos de una vuelta, en una sede preestablecida para cada grupo. Los ganadores de cada grupo avanzan a las Fases Clasificatorias de su zona.

### Grupo A
Los partidos se jugaron en Kirguistán.
| Pos. | Equipo               | Pts. | PJ | G | E | P | GF | GC | Dif. | Clasificación         |
| ---- | -------------------- | ---- | -- | - | - | - | -- | -- | ---- | --------------------- |
| 1    | Dordoi (H)           | 6    | 2  | 2 | 0 | 0 | 4  | 1  | +3   | Fase de Clasificación |
| 2    | Benfica de Macau (E) | 3    | 2  | 1 | 0 | 1 | 5  | 4  | +1   |                       |
| 3    | Rovers               | 0    | 2  | 0 | 0 | 2 | 2  | 6  | −4   | Fase de Clasificación |

 Fuente: AFC
- El Dordoi Bishkek clasificó a las Fases Clasificatorias de su zona.
- El Rovers FC clasificó directamente a fase de grupos debido a que Guam recibió dicho cupo debido a la redistribución del torneo.

| \| Fecha \| Estadio - Ciudad \| Local \| Resultado \| Visitante \| \| -------------------- \| ------------------------------ \| ---------------- \| --------- \| ---------------- \| \| 19 de agosto de 2016 \| Dordoi Sports Centre (Bishkek) \| Rovers \| 0:2 \| Dordoi Bishkek \| \| 21 de agosto de 2016 \| Dordoi Sports Centre (Bishkek) \| Benfica de Macau \| 4:2 \| Rovers \| \| 23 de agosto de 2016 \| Dordoi Sports Centre (Bishkek) \| Dordoi Bishkek \| 2:1 \| Benfica de Macau \| |                                |                  |           |                  |
| Fecha | Estadio - Ciudad               | Local            | Resultado | Visitante        |
| 19 de agosto de 2016 | Dordoi Sports Centre (Bishkek) | Rovers           | 0:2       | Dordoi Bishkek   |
| 21 de agosto de 2016 | Dordoi Sports Centre (Bishkek) | Benfica de Macau | 4:2       | Rovers           |
| 23 de agosto de 2016 | Dordoi Sports Centre (Bishkek) | Dordoi Bishkek   | 2:1       | Benfica de Macau |

### Grupo B
Los partidos se jugaron en Mongolia.
| Pos. | Equipo              | Pts. | PJ | G | E | P | GF | GC | Dif. | Clasificación       |
| ---- | ------------------- | ---- | -- | - | - | - | -- | -- | ---- | ------------------- |
| 1    | Three Star Club (E) | 4    | 2  | 1 | 1 | 0 | 3  | 1  | +2   |                     |
| 2    | Erchim (H)          | 3    | 2  | 1 | 0 | 1 | 1  | 2  | −1   | Fase Clasificatoria |
| 3    | Nagaworld (E)       | 1    | 2  | 0 | 1 | 1 | 1  | 2  | −1   |                     |

 Fuente: AFC
- El Three Star Club no pudo ser inscrito por la Asociación de Nepal para las Fases Clasificatorias y fue descalificado,[11] por lo que el 'Erchim' clasificó a las Fases Clasificatorias de su zona.

| \| Fecha \| Estadio - Ciudad \| Local \| Resultado \| Visitante \| \| -------------------- \| -------------------------------- \| --------------- \| --------- \| --------------- \| \| 21 de agosto de 2016 \| MFF Football Centre (Ulán Bator) \| Three Star Club \| 2:0 \| Erchim \| \| 23 de agosto de 2016 \| MFF Football Centre (Ulán Bator) \| Nagaworld \| 1:1 \| Three Star Club \| \| 25 de agosto de 2016 \| MFF Football Centre (Ulán Bator) \| Erchim \| 1:0 \| Nagaworld \| |                                  |                 |           |                 |
| Fecha | Estadio - Ciudad                 | Local           | Resultado | Visitante       |
| 21 de agosto de 2016 | MFF Football Centre (Ulán Bator) | Three Star Club | 2:0       | Erchim          |
| 23 de agosto de 2016 | MFF Football Centre (Ulán Bator) | Nagaworld       | 1:1       | Three Star Club |
| 25 de agosto de 2016 | MFF Football Centre (Ulán Bator) | Erchim          | 1:0       | Nagaworld       |

### Grupo C
Los partidos se jugaron en Bután.
| Pos. | Equipo            | Pts. | PJ | G | E | P | GF | GC | Dif. | Clasificación       |
| ---- | ----------------- | ---- | -- | - | - | - | -- | -- | ---- | ------------------- |
| 1    | Tertons (H, E)    | 4    | 2  | 1 | 1 | 0 | 4  | 3  | +1   |                     |
| 2    | Tatung            | 2    | 2  | 0 | 2 | 0 | 1  | 1  | 0    | Fase Clasificatoria |
| 3    | Sheikh Russel (E) | 1    | 2  | 0 | 1 | 1 | 4  | 5  | −1   |                     |

 Fuente: AFC
- El FC Tertons a pesar de ganar este grupo no participó en las Fases Clasificatorias debido a que su Asociación inscribió al Thimphu City FC para el torneo.
- El Tantung FC clasificó a las Fases Clasificatorias de su zona.

| \| Fecha \| Estadio - Ciudad \| Local \| Resultado \| Visitante \| \| -------------------- \| ------------------------------ \| ------------- \| --------- \| ------------- \| \| 21 de agosto de 2016 \| Estadio Changlimithang (Timbu) \| Tatung \| 0:0 \| Tertons \| \| 23 de agosto de 2016 \| Estadio Changlimithang (Timbu) \| Sheikh Russel \| 1:1 \| Tatung \| \| 25 de agosto de 2016 \| Estadio Changlimithang (Timbu) \| Tertons \| 4:3 \| Sheikh Russel \| |                                |               |           |               |
| Fecha | Estadio - Ciudad               | Local         | Resultado | Visitante     |
| 21 de agosto de 2016 | Estadio Changlimithang (Timbu) | Tatung        | 0:0       | Tertons       |
| 23 de agosto de 2016 | Estadio Changlimithang (Timbu) | Sheikh Russel | 1:1       | Tatung        |
| 25 de agosto de 2016 | Estadio Changlimithang (Timbu) | Tertons       | 4:3       | Sheikh Russel |

## Fase Clasificatoria
En las fases de clasificación, cada emparejamiento se juega en serie de ida y vuelta. La regla de los goles de visitante, el tiempo extra (los goles fuera de casa no se aplicarán en el tiempo extra) y las tiros de penales se utilizan para decidir al ganador, de ser necesario (Reglamento Artículo 9.3). Los ganadores de cada empate en la ronda de play-off avanzar a la fase de grupos para unirse a los 30 calificadores automáticos.
La parrilla de la eliminatoria de calificación fue determinada por la AFC sobre la base de la clasificación de la asociación de cada equipo, con el equipo de la asociación miembro de mayor rango haciendo de local en el partido de vuelta. Los equipos de la misma asociación miembro de la Zona Oeste y la Zona ASEAN no pudieron ser colocados en el mismo play-off.

### Ronda preliminar
| Equipo 1        | Agr. | Equipo 2 | Ida | Vuelta |
| --------------- | ---- | -------- | --- | ------ |
| Shaheen Asmayee | 0–1  | Khosilot | 0–1 | 0–0    |
| Dordoi          | 3–2  | Balkan   | 1–1 | 2–1    |

| Equipo 1     | Agr. | Equipo 2      | Ida | Vuelta |
| ------------ | ---- | ------------- | --- | ------ |
| Colombo      | 2–4  | Mohun Bagan   | 1–2 | 1–2    |
| Thimphu City | 0–3  | Club Valencia | 0–0 | 0–3    |

| Equipo 1 | Agr.      | Equipo 2 | Ida | Vuelta |
| -------- | --------- | -------- | --- | ------ |
| Erchim   | Cancelado | Tatung   | -   | -      |

### Ronda de Play-Off
| Equipo 1         | Agr. | Equipo 2  | Ida | Vuelta |
| ---------------- | ---- | --------- | --- | ------ |
| Shabab Al-Khalil | 3–4  | Al-Suwaiq | 2–1 | 1–3    |

| Equipo 1 | Agr. | Equipo 2 | Ida | Vuelta |
| -------- | ---- | -------- | --- | ------ |
| Dordoi   | 2–1  | Khosilot | 1–0 | 1–1    |

| Equipo 1      | Agr. | Equipo 2    | Ida | Vuelta |
| ------------- | ---- | ----------- | --- | ------ |
| Club Valencia | 2–5  | Mohun Bagan | 1–1 | 1–4    |

| Equipo 1          | Agr. | Equipo 2    | Ida | Vuelta |
| ----------------- | ---- | ----------- | --- | ------ |
| Phnom Penh Crown  | 3–7  | Home United | 3–4 | 0–3    |
| Boeung Ket Angkor | 2–1  | Lao Toyota  | 1–1 | 1–0    |

| Equipo 1   | Agr.      | Equipo 2  | Ida | Vuelta |
| ---------- | --------- | --------- | --- | ------ |
| Ganador PR | Cancelado | Kigwancha | -   | -      |

## Fase de grupos
El sorteo de la fase de grupos se celebró el 13 de diciembre de 2016, 14:30 (UTC + 8), en el Hotel Hilton Petaling Jaya, en Kuala Lumpur, Malasia. Los 34 (inicialmente 36 pero desistieron varios equipos).
Los equipos fueron distribuidos en ocho grupos de cuatro. Implementando el nuevo formato con 5 zonas, cada equipo jugara 6 partidos en ida y vuelta todos contra todos:
- En la Zona Oeste (grupos A, B y C) clasificarán los 3 primeros más el mejor segundo.
- En la Zona Centro (grupo D) clasificará el primero del grupo.
- En la Zona Sur (grupo E) clasificará el primero del grupo.
- En la Zona Sudeste (grupos F, G y H) clasificarán los 3 primeros más el mejor segundo.
- En la Zona Este (grupo I) clasificará el primero del grupo.

### Grupo A
| Pos. | Equipo        | Pts. | PJ | G | E | P | GF | GC | Dif. | Clasificación       |     | ZAW | JAI | AHL | SUW |
| ---- | ------------- | ---- | -- | - | - | - | -- | -- | ---- | ------------------- | --- | --- | --- | --- | --- |
| 1    | Al-Zawraa     | 12   | 6  | 3 | 3 | 0 | 9  | 3  | +6   | Semifinales de Zona |     | —   | 3–1 | 1–1 | 0–0 |
| 2    | Al-Jaish (E)  | 9    | 6  | 3 | 0 | 3 | 6  | 9  | −3   |                     |     | 0–3 | —   | 1–0 | 1–2 |
| 3    | Al-Ahli (E)   | 6    | 6  | 1 | 3 | 2 | 5  | 5  | 0    |                     | 1–1 | 1–2 | —   | 2–1 |     |
| 4    | Al-Suwaiq (E) | 5    | 6  | 1 | 2 | 3 | 3  | 5  | −2   |                     | 0–1 | 0–1 | 0–0 | —   |     |

 Fuente: AFC
Criterios de clasificación: 

### Grupo B
| Pos. | Equipo            | Pts. | PJ | G | E | P | GF | GC | Dif. | Clasificación       |     | QUW | WAH | HID | SAF |
| ---- | ----------------- | ---- | -- | - | - | - | -- | -- | ---- | ------------------- | --- | --- | --- | --- | --- |
| 1    | Al-Quwa Al-Jawiya | 12   | 6  | 3 | 3 | 0 | 6  | 2  | +4   | Semifinales de Zona |     | —   | 1–1 | 2–1 | 2–0 |
| 2    | Al-Wahda          | 11   | 6  | 3 | 2 | 1 | 10 | 3  | +7   | Semifinales de Zona |     | 0–0 | —   | 0–2 | 2–0 |
| 3    | Al-Hidd (E)       | 9    | 6  | 3 | 0 | 3 | 8  | 5  | +3   |                     |     | 0–1 | 0–1 | —   | 3–1 |
| 4    | Safa (E)          | 1    | 6  | 0 | 1 | 5 | 1  | 15 | −14  |                     | 0–0 | 0–6 | 0–2 | —   |     |

 Fuente: AFC
Criterios de clasificación: 

### Grupo C
| Pos. | Equipo          | Pts. | PJ | G | E | P | GF | GC | Dif. | Clasificación       |     | WEH | MUH | SAH | NEJ |
| ---- | --------------- | ---- | -- | - | - | - | -- | -- | ---- | ------------------- | --- | --- | --- | --- | --- |
| 1    | Al-Wehdat       | 12   | 6  | 3 | 3 | 0 | 9  | 6  | +3   | Semifinales de Zona |     | —   | 3–2 | 2–1 | 1–0 |
| 2    | Al-Muharraq (E) | 10   | 6  | 3 | 1 | 2 | 9  | 8  | +1   |                     |     | 1–1 | —   | 1–0 | 1–0 |
| 3    | Saham (E)       | 7    | 6  | 2 | 1 | 3 | 9  | 9  | 0    |                     | 1–1 | 3–2 | —   | 3–1 |     |
| 4    | Nejmeh (E)      | 4    | 6  | 1 | 1 | 4 | 5  | 9  | −4   |                     | 1–1 | 1–2 | 2–1 | —   |     |

 Fuente: AFC
Criterios de clasificación: 

### Grupo D
| Pos. | Equipo         | Pts. | PJ | G | E | P | GF | GC | Dif. | Clasificación      |     | IST | ALT | DOR | ALA |
| ---- | -------------- | ---- | -- | - | - | - | -- | -- | ---- | ------------------ | --- | --- | --- | --- | --- |
| 1    | Istiklol       | 16   | 6  | 5 | 1 | 0 | 15 | 4  | +11  | Playoff Interzonal |     | —   | 1–0 | 2–0 | 3–0 |
| 2    | Altyn Asyr (E) | 13   | 6  | 4 | 1 | 1 | 12 | 4  | +8   |                    |     | 1–1 | —   | 3–0 | 4–1 |
| 3    | Dordoi (E)     | 3    | 6  | 1 | 0 | 5 | 6  | 16 | −10  |                    | 1–4 | 0–2 | —   | 1–0 |     |
| 4    | Alay Osh (E)   | 3    | 6  | 1 | 0 | 5 | 9  | 18 | −9   |                    | 1–4 | 1–2 | 5–4 | —   |     |

 Fuente: AFC
Criterios de clasificación: 
Notas:
1. 1 2  Enfrentamiento Directo: Dordoi 1–0 Alay Osh, Alay Osh 5–4 Dordoi (Dordoi gana por los goles de visitante).

### Grupo E
| Pos. | Equipo            | Pts. | PJ | G | E | P | GF | GC | Dif. | Clasificación      |     | BFC | MAZ | MOH | DAB |
| ---- | ----------------- | ---- | -- | - | - | - | -- | -- | ---- | ------------------ | --- | --- | --- | --- | --- |
| 1    | Bengaluru FC      | 12   | 6  | 4 | 0 | 2 | 7  | 6  | +1   | Playoff Interzonal |     | —   | 1–0 | 2–1 | 2–0 |
| 2    | Maziya (E)        | 12   | 6  | 4 | 0 | 2 | 10 | 4  | +6   |                    |     | 2–1 | —   | 5–2 | 2–0 |
| 3    | Mohun Bagan (E)   | 7    | 6  | 2 | 1 | 3 | 10 | 11 | −1   |                    | 3–1 | 0–1 | —   | 3–1 |     |
| 4    | Dhaka Abahani (E) | 4    | 6  | 1 | 1 | 4 | 4  | 10 | −6   |                    | 2–0 | 0–2 | 1–1 | —   |     |

 Fuente: AFC
Criterios de clasificación: 
Notas:
1. 1 2  Enfrentamiento Directo: Maziya 0–1 Bengaluru FC, Bengaluru FC 1–0 Maziya.

### Grupo F
| Pos. | Equipo                | Pts. | PJ | G | E | P | GF | GC | Dif. | Clasificación       |     | GLO | JDT | BKA | MAG |
| ---- | --------------------- | ---- | -- | - | - | - | -- | -- | ---- | ------------------- | --- | --- | --- | --- | --- |
| 1    | Global Cebu           | 15   | 6  | 5 | 0 | 1 | 13 | 9  | +4   | Semifinales de Zona |     | —   | 3–2 | 3–1 | 1–0 |
| 2    | Johor Darul Ta'zim    | 13   | 6  | 4 | 1 | 1 | 16 | 5  | +11  | Semifinales de Zona |     | 4–0 | —   | 3–0 | 3–1 |
| 3    | Boeung Ket Angkor (E) | 4    | 6  | 1 | 1 | 4 | 3  | 12 | −9   |                     |     | 0–2 | 0–3 | —   | 1–0 |
| 4    | Magwe (E)             | 2    | 6  | 0 | 2 | 4 | 5  | 11 | −6   |                     | 2–4 | 1–1 | 1–1 | —   |     |

 Fuente: AFC
Criterios de clasificación: 

### Grupo G
| Pos. | Equipo              | Pts. | PJ | G | E | P | GF | GC | Dif. | Clasificación       |     | CER | HAN | TAM | FEL |
| ---- | ------------------- | ---- | -- | - | - | - | -- | -- | ---- | ------------------- | --- | --- | --- | --- | --- |
| 1    | Ceres–Negros        | 11   | 6  | 3 | 2 | 1 | 16 | 8  | +8   | Semifinales de Zona |     | —   | 6–2 | 5–0 | 0–0 |
| 2    | Hà Nội (E)          | 11   | 6  | 3 | 2 | 1 | 14 | 10 | +4   |                     |     | 1–1 | —   | 4–0 | 4–1 |
| 3    | Tampines Rovers (E) | 6    | 6  | 2 | 0 | 4 | 8  | 17 | −9   |                     | 2–4 | 1–2 | —   | 2–1 |     |
| 4    | FELDA United (E)    | 5    | 6  | 1 | 2 | 3 | 7  | 10 | −3   |                     | 3–0 | 1–1 | 1–3 | —   |     |

 Fuente: AFC
Criterios de clasificación: 
Notas:
1. 1 2  Enfrentamiento Directo: Hà Nội 1–1 Ceres–Negros, Ceres–Negros 6–2 Hà Nội.

### Grupo H
| Pos. | Equipo              | Pts. | PJ | G | E | P | GF | GC | Dif. | Clasificación       |     | HOM | TQN | YAD |
| ---- | ------------------- | ---- | -- | - | - | - | -- | -- | ---- | ------------------- | --- | --- | --- | --- |
| 1    | Home United         | 9    | 4  | 3 | 0 | 1 | 12 | 8  | +4   | Semifinales de Zona |     | —   | 3–2 | 4–1 |
| 2    | Than Quảng Ninh (E) | 4    | 4  | 1 | 1 | 2 | 10 | 9  | +1   |                     |     | 4–5 | —   | 1–1 |
| 3    | Yadanarbon (E)      | 4    | 4  | 1 | 1 | 2 | 3  | 8  | −5   |                     | 1–0 | 0–3 | —   |     |

 Fuente: AFC
Criterios de clasificación: 
Notas:
1. 1 2  Enfrentamiento Directo: Than Quảng Ninh 1–1 Yadanarbon, Yadanarbon 0–3 Than Quảng Ninh.

### Grupo I
| Pos. | Equipo        | Pts. | PJ | G | E | P | GF | GC | Dif. | Clasificación      |     | APR | KIG | ERC |
| ---- | ------------- | ---- | -- | - | - | - | -- | -- | ---- | ------------------ | --- | --- | --- | --- |
| 1    | April 25      | 8    | 4  | 2 | 2 | 0 | 14 | 3  | +11  | Playoff Interzonal |     | —   | 1–1 | 6–0 |
| 2    | Kigwancha (E) | 8    | 4  | 2 | 2 | 0 | 13 | 3  | +10  |                    |     | 2–2 | —   | 7–0 |
| 3    | Erchim (E)    | 0    | 4  | 0 | 0 | 4 | 0  | 21 | −21  |                    | 0–5 | 0–3 | —   |     |

 Fuente: AFC
Criterios de clasificación: 
Notas:
1. 1 2  Enfrentamiento Directo: April 25 1–1 Kigwancha, Kigwancha 2–2 April 25 (April 25 gana por los goles de visitante).

### Ranking de equipos segundos

#### Zona Oeste Asiático
| Pos. | Grp. | Equipo          | Pts. | PJ | G | E | P | GF | GC | Dif. | Clasificación       |
| ---- | ---- | --------------- | ---- | -- | - | - | - | -- | -- | ---- | ------------------- |
| 1    | B    | Al-Wahda        | 11   | 6  | 3 | 2 | 1 | 10 | 3  | +7   | Semifinales de Zona |
| 2    | C    | Al-Muharraq (E) | 10   | 6  | 3 | 1 | 2 | 9  | 8  | +1   |                     |
| 3    | A    | Al-Jaish (E)    | 9    | 6  | 3 | 0 | 3 | 6  | 9  | −3   |                     |

 Fuente: AFC

#### Zona Este Asiático
Debido a que el grupo H tiene solo tres equipos, los resultados de los equipos de los grupos F y G contra los equis ubicados en los cuartos lugares no son considerados para este ranking.
| Pos. | Grp. | Equipo              | Pts. | PJ | G | E | P | GF | GC | Dif. | Clasificación       |
| ---- | ---- | ------------------- | ---- | -- | - | - | - | -- | -- | ---- | ------------------- |
| 1    | F    | Johor Darul Ta'zim  | 9    | 4  | 3 | 0 | 1 | 12 | 3  | +9   | Semifinales de Zona |
| 2    | G    | Hà Nội (E)          | 7    | 4  | 2 | 1 | 1 | 9  | 8  | +1   |                     |
| 3    | H    | Than Quảng Ninh (E) | 4    | 4  | 1 | 1 | 2 | 10 | 9  | +1   |                     |

 Fuente: AFC

## Fase Eliminatoria

### Equipos clasificados
Los equipos que avanzaron de la Fase de grupo son los siguientes:
- Los ganadores de cada uno de los tres grupos y el mejor segundo de la Zona Oeste (grupos A-B-C) y de la Zona Sudeste (grupos F-G-H) quienes avanzaron a las Semifinales de Zona.
- Los ganadores de cada grupo en la Zona Central (grupo D), Zona Sur (grupo E), y Zona Este (grupo I) avanzan a las Semifinales Inter-zonales.

| Código de colores                                   |
| --------------------------------------------------- |
| Equipos que entran en las Semifinales Inter-zonales |
| Equipos que entran en las Semifinales de Zona       |

| Zona                  | Grupo | Ganadores         | Mejores segundos             |
| --------------------- | ----- | ----------------- | ---------------------------- |
| Zona Oeste Asiático   | A     | Al-Zawraa         | Al-Wahda (Group B)           |
| Zona Oeste Asiático   | B     | Al-Quwa Al-Jawiya | Al-Wahda (Group B)           |
| Zona Oeste Asiático   | C     | Al-Wehdat         | Al-Wahda (Group B)           |
| Zona Centro Asiático  | D     | Istiklol          | —                            |
| Zona Sur Asiático     | E     | Bengaluru         | —                            |
| Zona Sudeste Asiático | F     | Global Cebu       | Johor Darul Ta'zim (Group F) |
| Zona Sudeste Asiático | G     | Ceres-Negros      | Johor Darul Ta'zim (Group F) |
| Zona Sudeste Asiático | H     | Home United       | Johor Darul Ta'zim (Group F) |
| Zona Este Asiático    | I     | April 25          | —                            |

### Cuadro de Desarrollo
|  | Semifinales de Zona Oeste Asiático | Semifinales de Zona Oeste Asiático | Semifinales de Zona Oeste Asiático | Semifinales de Zona Oeste Asiático | Semifinales de Zona Oeste Asiático |   |                   | Final de Zona Oeste Asiático Ganador avanza a la Final | Final de Zona Oeste Asiático Ganador avanza a la Final | Final de Zona Oeste Asiático Ganador avanza a la Final | Final de Zona Oeste Asiático Ganador avanza a la Final | Final de Zona Oeste Asiático Ganador avanza a la Final |  |
|  |                                    |                                    |                                    |                                    |                                    |   |                   |                                                        |                                                        |                                                        |                                                        |                                                        |  |
|  |                                    |                                    |                                    |                                    |                                    |   |                   |                                                        |                                                        |                                                        |                                                        |                                                        |  |
|  | Al-Quwa Al-Jawiya                  | Al-Quwa Al-Jawiya                  | 1                                  | 1                                  | 2                                  |   |                   |                                                        |                                                        |                                                        |                                                        |                                                        |  |
|  | Al-Quwa Al-Jawiya                  | Al-Quwa Al-Jawiya                  | 1                                  | 1                                  | 2                                  |   |                   |                                                        |                                                        |                                                        |                                                        |                                                        |  |
|  | Al-Zawraa                          | Al-Zawraa                          | 1                                  | 0                                  | 1                                  |   |                   |                                                        |                                                        |                                                        |                                                        |                                                        |  |
|  | Al-Zawraa                          | Al-Zawraa                          | 1                                  | 0                                  | 1                                  |   | Al-Quwa Al-Jawiya | Al-Quwa Al-Jawiya                                      | 1                                                      | 1                                                      | 2                                                      |                                                        |  |
|  |                                    |                                    |                                    |                                    |                                    |   | Al-Quwa Al-Jawiya | Al-Quwa Al-Jawiya                                      | 1                                                      | 1                                                      | 2                                                      |                                                        |  |
|  |                                    |                                    | Al-Wahda                           | Al-Wahda                           | 2                                  | 0 | 2                 |                                                        |                                                        |                                                        |                                                        |                                                        |  |
|  | Al-Wahda                           | Al-Wahda                           | Al-Wahda                           | Al-Wahda                           | 2                                  | 0 | 2                 | 4                                                      | 0                                                      | 4                                                      |                                                        |                                                        |  |
|  | Al-Wahda                           | Al-Wahda                           |                                    |                                    |                                    |   |                   | 4                                                      | 0                                                      | 4                                                      |                                                        |                                                        |  |
|  | Al-Wehdat                          | Al-Wehdat                          | 1                                  | 1                                  | 2                                  |   |                   |                                                        |                                                        |                                                        |                                                        |                                                        |  |
|  | Al-Wehdat                          | Al-Wehdat                          | 1                                  | 1                                  | 2                                  |   |                   |                                                        |                                                        |                                                        |                                                        |                                                        |  |
|  |                                    |                                    |                                    |                                    |                                    |   |                   |                                                        |                                                        |                                                        |                                                        |                                                        |  |

|  | Semifinales de Zona Sudeste Asiático | Semifinales de Zona Sudeste Asiático | Semifinales de Zona Sudeste Asiático | Semifinales de Zona Sudeste Asiático | Semifinales de Zona Sudeste Asiático |   |              | Final de Zona Sudeste Asiático Ganador avanza a las Semifinales Inter-Zonales | Final de Zona Sudeste Asiático Ganador avanza a las Semifinales Inter-Zonales | Final de Zona Sudeste Asiático Ganador avanza a las Semifinales Inter-Zonales | Final de Zona Sudeste Asiático Ganador avanza a las Semifinales Inter-Zonales | Final de Zona Sudeste Asiático Ganador avanza a las Semifinales Inter-Zonales |  |
|  |                                      |                                      |                                      |                                      |                                      |   |              |                                                                               |                                                                               |                                                                               |                                                                               |                                                                               |  |
|  |                                      |                                      |                                      |                                      |                                      |   |              |                                                                               |                                                                               |                                                                               |                                                                               |                                                                               |  |
|  | Global Cebu                          | Global Cebu                          | 2                                    | 2                                    | 4                                    |   |              |                                                                               |                                                                               |                                                                               |                                                                               |                                                                               |  |
|  | Global Cebu                          | Global Cebu                          | 2                                    | 2                                    | 4                                    |   |              |                                                                               |                                                                               |                                                                               |                                                                               |                                                                               |  |
|  | Home United                          | Home United                          | 2                                    | 3                                    | 5                                    |   |              |                                                                               |                                                                               |                                                                               |                                                                               |                                                                               |  |
|  | Home United                          | Home United                          | 2                                    | 3                                    | 5                                    |   | Ceres-Negros | Ceres-Negros                                                                  | 1                                                                             | 2                                                                             | 3                                                                             |                                                                               |  |
|  |                                      |                                      |                                      |                                      |                                      |   | Ceres-Negros | Ceres-Negros                                                                  | 1                                                                             | 2                                                                             | 3                                                                             |                                                                               |  |
|  |                                      |                                      | Home United                          | Home United                          | 2                                    | 0 | 2            |                                                                               |                                                                               |                                                                               |                                                                               |                                                                               |  |
|  | Johor Darul Ta'zim                   | Johor Darul Ta'zim                   | Home United                          | Home United                          | 2                                    | 0 | 2            | 3                                                                             | 1                                                                             | 4                                                                             |                                                                               |                                                                               |  |
|  | Johor Darul Ta'zim                   | Johor Darul Ta'zim                   |                                      |                                      |                                      |   |              | 3                                                                             | 1                                                                             | 4                                                                             |                                                                               |                                                                               |  |
|  | Ceres-Negros                         | Ceres-Negros                         | 2                                    | 2                                    | 4                                    |   |              |                                                                               |                                                                               |                                                                               |                                                                               |                                                                               |  |
|  | Ceres-Negros                         | Ceres-Negros                         | 2                                    | 2                                    | 4                                    |   |              |                                                                               |                                                                               |                                                                               |                                                                               |                                                                               |  |
|  |                                      |                                      |                                      |                                      |                                      |   |              |                                                                               |                                                                               |                                                                               |                                                                               |                                                                               |  |

|  | Semifinales Inter-Zonales | Semifinales Inter-Zonales | Semifinales Inter-Zonales | Semifinales Inter-Zonales | Semifinales Inter-Zonales |   |          | Final Inter-Zonales Ganador avanza a la Final | Final Inter-Zonales Ganador avanza a la Final | Final Inter-Zonales Ganador avanza a la Final | Final Inter-Zonales Ganador avanza a la Final | Final Inter-Zonales Ganador avanza a la Final |  |
|  |                           |                           |                           |                           |                           |   |          |                                               |                                               |                                               |                                               |                                               |  |
|  |                           |                           |                           |                           |                           |   |          |                                               |                                               |                                               |                                               |                                               |  |
|  | Istiklol                  | Istiklol                  | 4                         | 1                         | 5                         |   |          |                                               |                                               |                                               |                                               |                                               |  |
|  | Istiklol                  | Istiklol                  | 4                         | 1                         | 5                         |   |          |                                               |                                               |                                               |                                               |                                               |  |
|  | Ceres-Negros              | Ceres-Negros              | 0                         | 1                         | 1                         |   |          |                                               |                                               |                                               |                                               |                                               |  |
|  | Ceres-Negros              | Ceres-Negros              | 0                         | 1                         | 1                         |   | Istiklol | Istiklol                                      | 1                                             | 2                                             | 3                                             |                                               |  |
|  |                           |                           |                           |                           |                           |   | Istiklol | Istiklol                                      | 1                                             | 2                                             | 3                                             |                                               |  |
|  |                           |                           | Bengaluru                 | Bengaluru                 | 0                         | 2 | 2        |                                               |                                               |                                               |                                               |                                               |  |
|  | Bengaluru                 | Bengaluru                 | Bengaluru                 | Bengaluru                 | 0                         | 2 | 2        | 3                                             | 0                                             | 3                                             |                                               |                                               |  |
|  | Bengaluru                 | Bengaluru                 |                           |                           |                           |   |          | 3                                             | 0                                             | 3                                             |                                               |                                               |  |
|  | April 25 SC               | April 25 SC               | 0                         | 0                         | 0                         |   |          |                                               |                                               |                                               |                                               |                                               |  |
|  | April 25 SC               | April 25 SC               | 0                         | 0                         | 0                         |   |          |                                               |                                               |                                               |                                               |                                               |  |
|  |                           |                           |                           |                           |                           |   |          |                                               |                                               |                                               |                                               |                                               |  |

|  | Final Estadio Central Hisor, Hisor, Tayikistán |                   |   |  |
|  |                                                |                   |   |  |
|  | Al-Quwa Al-Jawiya                              | Al-Quwa Al-Jawiya | 1 |  |
|  | Al-Quwa Al-Jawiya                              | Al-Quwa Al-Jawiya | 1 |  |
|  | Istiklol                                       | Istiklol          | 0 |  |
|  | Istiklol                                       | Istiklol          | 0 |  |

### Semifinales de Zona
En las semifinales de Zona, los cuatro equipos clasificados de la Zona Oeste de Asia (grupos A–C) jugarán en dos emparejamientos, y los cuatro equipos calificados de la Zona ASEAN (grupos F–H) jugarán en dos emparejamientos, con los encuentros y orden a determinar según el mejor segundo.
| Equipo 1           | Agr.     | Equipo 2     | Ida | Vuelta |
| ------------------ | -------- | ------------ | --- | ------ |
| Al-Quwa Al-Jawiya  | 2–1      | Al-Zawraa    | 1-0 | 1-0    |
| Al-Wahda           | 4–2      | Al-Wehdat    | 4-1 | 0-1    |
| Global Cebu        | 4–5      | Home United  | 2-2 | 2-3    |
| Johor Darul Ta'zim | 4–4 (v.) | Ceres–Negros | 3-2 | 1-2    |

### Finales de Zona
| Equipo 1              | Agr.                | Equipo 2            | Ida                 | Vuelta              |
| Zona Oeste Asiático   | Zona Oeste Asiático | Zona Oeste Asiático | Zona Oeste Asiático | Zona Oeste Asiático |
| --------------------- | ------------------- | ------------------- | ------------------- | ------------------- |
| Al-Quwa Al-Jawiya     | 2-2                 | Al-Wahda            | 1-2                 | 1-0                 |
| Zona Sudeste Asiático |                     |                     |                     |                     |
| Home United           | 2-3                 | Ceres-Negros        | 2-1                 | 0-2                 |

### Semifinales Inter-Zonales
En las Semifinales Inter-zonales, los ganadores de: la Zona Centro (Grupo D), la Zona Sur (Grupo E), la Zona Este (Grupo I), y el ganador de la final de la Zona Sudeste; se enfrentan para decidir el rival del ganador de la Zona Oeste.
| Equipo 1     | Agr. | Equipo 2     | Ida | Vuelta |
| ------------ | ---- | ------------ | --- | ------ |
| Istiklol     | 5–1  | Ceres–Negros | 4–0 | 1–1    |
| Bengaluru FC | 3–0  | April 25     | 3–0 | 0–0    |

### Final Inter-Zonales
| Equipo 1 | Agr. | Equipo 2     | Ida | Vuelta |
| -------- | ---- | ------------ | --- | ------ |
| Istiklol | 3–2  | Bengaluru FC | 1–0 | 2–2    |

### Final
| 4 de noviembre de 2017 | Istiklol | 0–1     | Al-Quwa Al-Jawiya | Hisor Central Stadium, Hisor, Tayikistán                                    |                                                                             |
|                        |          | Reporte | Mohsin 68'        | Asistencia: 20 000 espectadores Árbitro(s): Mohammed Abdulla Hassan Mohamed | Asistencia: 20 000 espectadores Árbitro(s): Mohammed Abdulla Hassan Mohamed |

| Istiklol | Al-Quwa Al-Jawiya |

| POR                 | 1  | Nikola Stošić        |     |     |
| DEF                 | 27 | Oleksandr Stetsenko  |     |     |
| DEF                 | 5  | Artem Baranovskyi    |     |     |
| DEF                 | 2  | Siyovush Asrorov     | 60' |     |
| DEF                 | 19 | Akhtam Nazarov       |     |     |
| MED                 | 9  | Jahongir Aliev       |     | 88' |
| MED                 | 8  | Nuriddin Davronov    |     | 72' |
| MED                 | 4  | David Mawutor        |     |     |
| MED                 | 18 | Fatkhullo Fatkhuloev | 56' |     |
| DEL                 | 10 | Dmitry Barkov        |     |     |
| DEL                 | 63 | Manuchekhr Dzhalilov |     | 74' |
| Substitutos:        |    |                      |     |     |
| POR                 | 35 | Kurban Boboev        |     |     |
| DEF                 | 3  | Tabrezi Davlatmir    |     |     |
| MED                 | 11 | Muhammadjoni Hasan   |     |     |
| MED                 | 20 | Amirbek Juraboev     |     | 72' |
| MED                 | 21 | Romish Jalilov       |     | 88' |
| MED                 | 23 | Ehson Panjshanbe     |     |     |
| DEL                 | 17 | Dilshod Vasiev       |     | 74' |
| Entrenador:         |    |                      |     |     |
| Mukhsin Mukhamadiev |    |                      |     |     |

| POR             | 1  | Fahad Talib         |     |     |
| DEF             | 6  | Sameh Saeed         |     |     |
| DEF             | 2  | Samal Saeed         |     |     |
| DEF             | 36 | Sebastijan Antić    |     |     |
| DEF             | 33 | Ali Bahjat          |     |     |
| MED             | 7  | Karrar Ali Bari     | 87' | 90' |
| MED             | 18 | Zaher Midani        | 66' |     |
| MED             | 40 | Khaled Mobayed      |     |     |
| MED             | 11 | Humam Tariq         |     |     |
| DEL             | 10 | Hammadi Ahmad       |     |     |
| DEL             | 9  | Emad Mohsin         |     | 78' |
| Substitutos:    |    |                     |     |     |
| POR             | 21 | Amjad Raheem        |     |     |
| MED             | 5  | Ahmed Abdul-Ridha   |     | 90' |
| MED             | 27 | Fahad Kareem        |     |     |
| MED             | 30 | Saif Salman         |     | 78' |
| MED             | 32 | Taher Hameed Moshin |     |     |
| DEL             | 29 | Amjad Radhi         |     |     |
| DEL             | 38 | Ali Yousif          |     |     |
| Entrenador:     |    |                     |     |     |
| Hussam Al Sayed |    |                     |     |     |

|                                      |
| Bandera de Irak                      |
| Campeón Al-Quwa Al-Jawiya 2.º título |

## Goleadores
| Rank | Player               | Team               | J1 | J2 | J3 | J4 | J5 | J6 | SFZ1 | SFZ2 | FZ1 | FZ2 | ISF1 | ISF2 | IF1 | IF2 | F | Total |
| ---- | -------------------- | ------------------ | -- | -- | -- | -- | -- | -- | ---- | ---- | --- | --- | ---- | ---- | --- | --- | - | ----- |
| 1    | Kim Yu-song          | April 25           | 5  |    |    | 1  | 3  |    |      |      |     |     |      |      |     |     |   | 9     |
| 2    | Gabriel Guerra       | Johor Darul Ta'zim | 1  |    |    | 2  | 1  | 3  |      | 1    |     |     |      |      |     |     |   | 8     |
| 2    | Bienvenido Marañón   | Ceres–Negros       | 1  | 2  |    |    | 2  | 2  | 1    |      |     |     |      |      |     |     |   | 8     |
| 2    | Stipe Plazibat       | Home United        |    |    |    | 4  |    |    | 1    | 2    | 1   |     |      |      |     |     |   | 8     |
| 5    | Manuchekhr Dzhalilov | Istiklol           |    |    |    | 2  | 3  |    |      |      |     |     | 2    |      |     |     |   | 7     |
| 6    | Mohammed Al-Ghassani | Saham              | 1  | 1  | 1  |    |    | 3  |      |      |     |     |      |      |     |     |   | 6     |
| 7    | Nguyễn Văn Quyết     | Hà Nội             | 1  |    | 1  | 1  |    | 2  |      |      |     |     |      |      |     |     |   | 5     |
| 7    | Rim Kwang-hyok       | Kigwancha          |    |    |    | 1  |    | 4  |      |      |     |     |      |      |     |     |   | 5     |
| 7    | Fernando Rodríguez   | Ceres–Negros       |    | 1  |    |    | 1  | 1  | 1    | 1    |     |     |      |      |     |     |   | 5     |
| 7    | Myrat Ýagşyýew       | Altyn Asyr         |    |    | 1  |    | 4  |    |      |      |     |     |      |      |     |     |   | 5     |

Nota: Los goles anotados en las ronda clasificatorias y de playoff no cuenta para el total general (Regulaciones, Artículo 64.4).
Fuente: AFC